# Нива Трудова (платформа)
Ни́ва Трудова́ — пасажирський зупинний пункт Криворізької дирекції Придніпровської залізниці на електрифікованій лінії Кривий Ріг-Головний — Апостолове між станціями Радушна (11 км) та Апостолове (13 км). Розташований поблизу села Новоукраїнське Криворізького району Дніпропетровської області.

## Пасажирське сполучення
На платформі Нива Трудова зупиняються приміські електропоїзди Криворізького та Нікопольського напрямків.